# جوفان أديبو
جوفان أديبو (بالإنجليزية: Jovan Adepo)‏ هو ممثل أمريكي بدأ مسيرته الفنية سنة 2012. اشتهر بتأدية دور مايكل ميرفي في مسلسل الباقون.

## الأعمال

### أفلام
- أسوار (2016)
- السيد الاعلى (2018) (بدور: ادوارد بويس)

### مسلسلات
- الباقون (2015) (بدور: مايكل ميرفي)
- إن سي آي إس: لوس أنجلوس (2016)

## روابط خارجية
- جوفان أديبو على موقع IMDb (الإنجليزية)
- جوفان أديبو على موقع روتن توميتوز (الإنجليزية)
- جوفان أديبو على موقع ألو سيني (الفرنسية)
- جوفان أديبو على موقع قاعدة بيانات الفيلم (الإنجليزية)